# Het Gericht

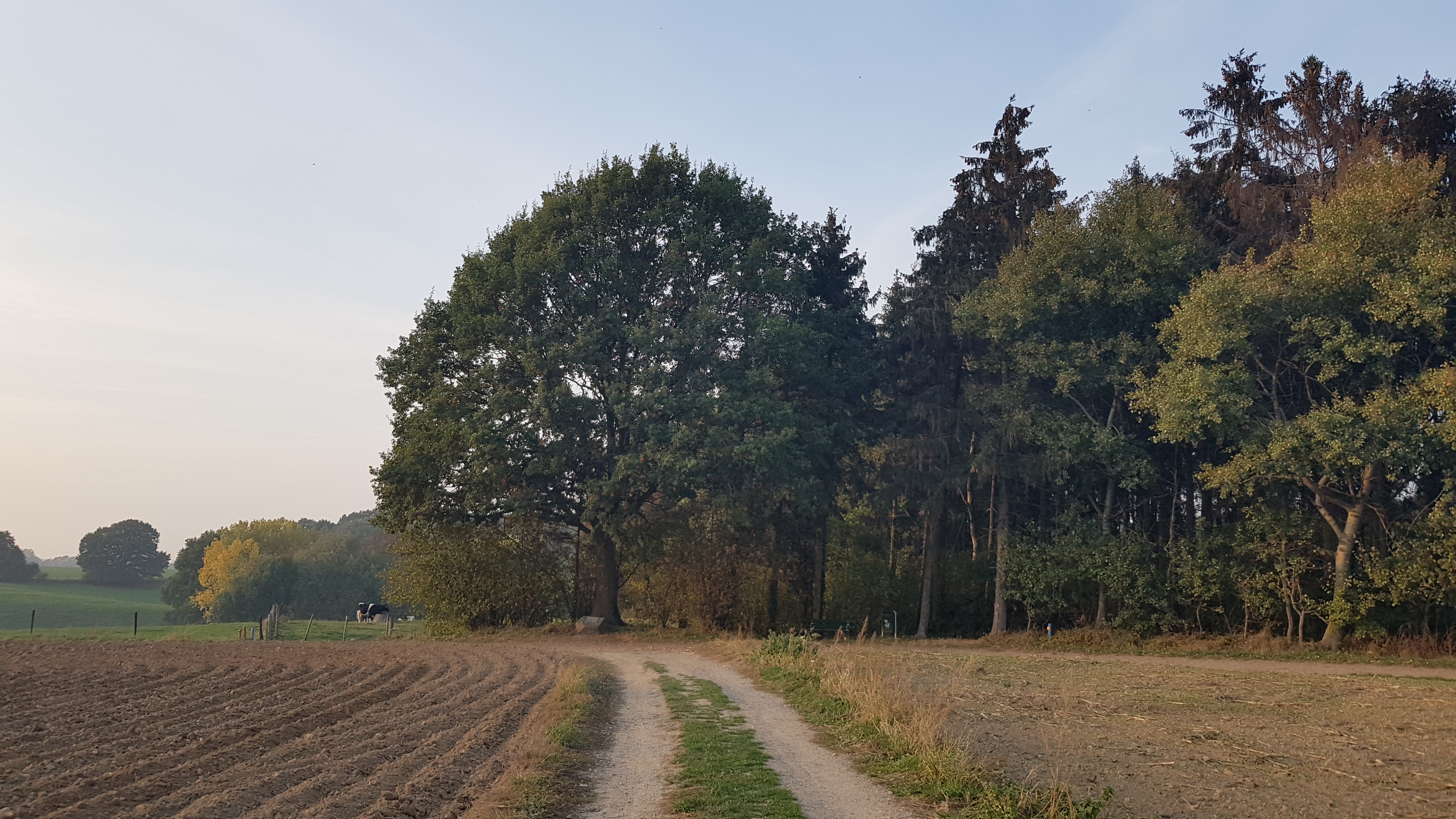
De locatie van Het Gericht aan de Wijlre Gerichtweg

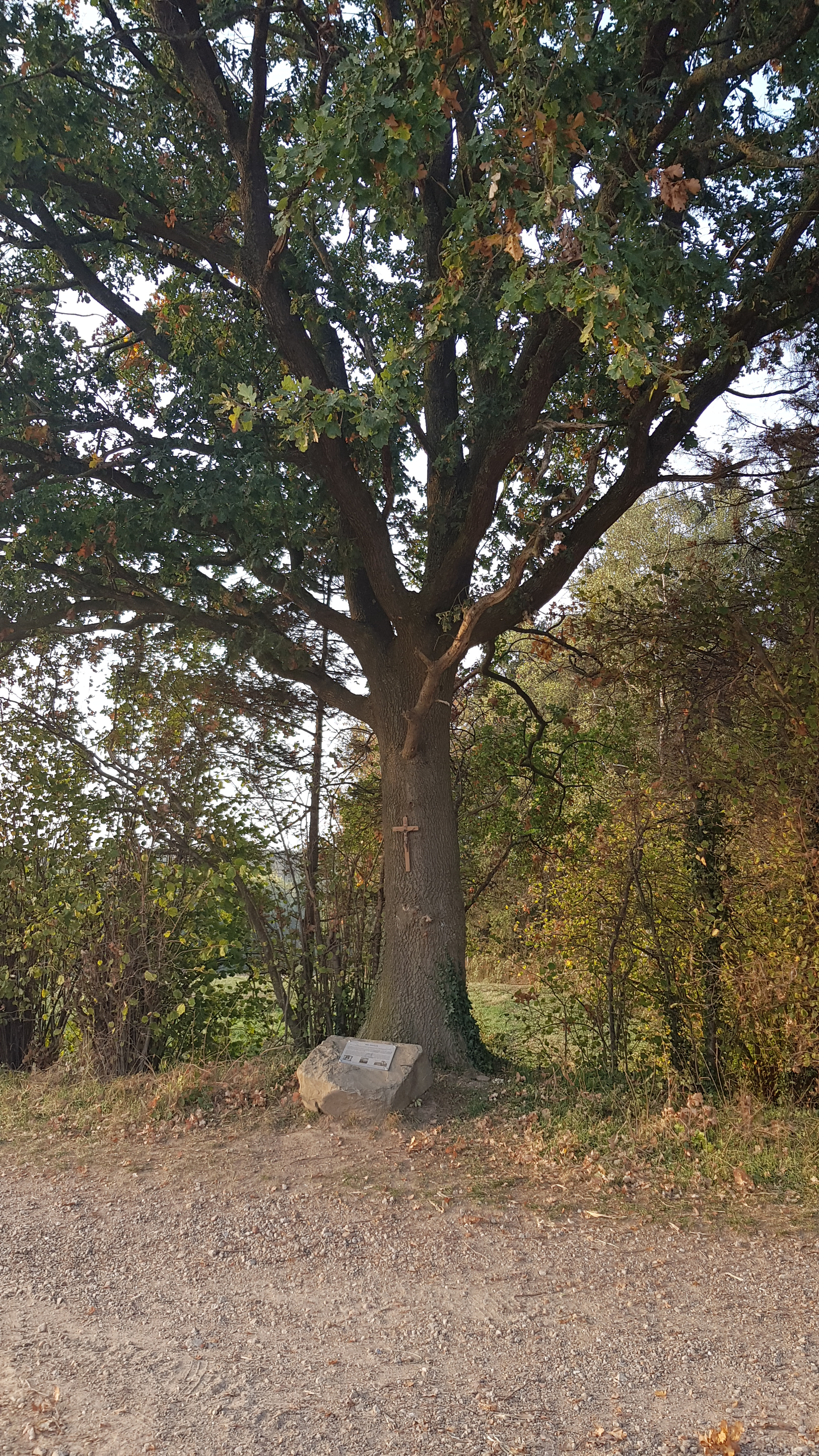
De locatie van Het Gericht in 2018

Het Gericht of 't Gericht is een locatie aan de Wijlre Gerichtweg bij Beertsenhoven en Wijlre in de Nederlandse gemeente Gulpen-Wittem. De Wijlre Gerichtweg ligt in het verlengde van de Trichterweg die vanuit Beertsenhoven door de Beertsengrub richting Margraten het Plateau van Margraten oploopt. Ten oosten van Het Gericht ligt de Dolsberg, ten noordwesten ligt Berghof en ten noordoosten ligt Stokhem.

## Galg van Wijlre
Op de kadastrale kaart van 1830-1840 staat de aanduiding op 't Gericht. Vanwege de naam werd aangenomen dat op deze plek het galgenveld van Wijlre lag. De kruising van de Heeselsweg en de Wijlre Gerichtweg lag op de grens van de Heerlijkheid Wijlre en de Heerlijkheid Neubourg/Gulpen.
De galg van Wijlre heeft echter gestaan op de grens van Wijlre en Strucht, aan de Groendellerveldweg tussen Berghof en Keutenberg, 1500 meter ten noorden van de Gerichtweg. De naam van deze weg en het gebied komt waarschijnlijk van de galg van Gulpen die 1000 meter westelijker lag dan 't Gericht, aan de Scheulderlandstraat, in het verlengde van de Gerichtweg. Op de Villaretkaart (1747-1748) en de Soupirekaart (1749) staan beide galgen ingetekend. Aan de galg van Gulpen werden op 18 december 1776 drie personen opgehangen die veroordeeld waren door de Bank van Gulpen. De ter dood veroordeelden zouden op een doodskar naar de executieplaats vervoerd zijn, samen met een stoet bestaande uit overheidsfunctionarissen en de schutterij, gevolgd door de bevolking.
Aan de galg van Wijlre werd (waarschijnlijk) nooit iemand opgehangen. De weg en heuvel ten zuidoosten van de galg (richting Stokhem) heet Doodeman. De oorsprong van deze naam staat los van de galg.